# Silberfulminat
Silberfulminat ist das Silbersalz der Knallsäure, auch Fulminsäure genannt. Es ist ein hochexplosiver, äußerst empfindlicher Stoff, der sich in pyrotechnischen Artikeln wie etwa Knallerbsen befindet.

## Geschichte
Silberfulminat wurde im Jahr 1802 durch den italienischen Arzt und Chemiker Luigi Valentino Brugnatelli entdeckt und davor von Edward Charles Howard, dem Erfinder des Knallquecksilbers. Es darf nicht verwechselt werden mit dem Knallquecksilber, das in den Anzündhütchen von Perkussionswaffen verwendet wurde.
An Silberfulminat und dem isomeren Silbercyanat entdeckten Justus Liebig und Friedrich Wöhler in den 1820er Jahren die Isomerie.

## Gewinnung und Darstellung
Die technische Herstellung erfolgt durch Einwirkung von Alkohol auf eine salpetersaure Lösung von elementarem Silber.
Die Herstellung unterliegt strengen Sicherheitsvorschriften und darf nur durch ausgebildetes Fachpersonal erfolgen.
Ebenfalls möglich ist die Darstellung durch Umsetzung einer salpetersauren Lösung von Silbernitrat mit Natriumnitrit und Malonsäure.

## Eigenschaften

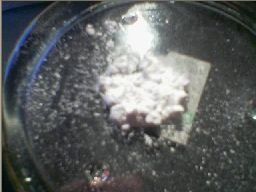
Probe

### Physikalische Eigenschaften
Reines Silberfulminat bildet glänzende, weiße Nadeln. Eine Graufärbung deutet auf Verunreinigung durch elementares Silber hin. Es ist in kaltem Wasser nur schwer löslich.

### Chemische Eigenschaften
Silberfulminat ist wie alle Fulminate sehr giftig. Es kann bereits in geringen Mengen unter Reibung oder Schlag noch leichter als Quecksilberfulminat explodieren. Zwischen harten Gegenständen (Metallspatel) explodiert es beim geringsten Stoß, selbst unter Wasser.

## Verwendung
Silberfulminat wird wegen seiner explosiven Wirkung in geringen Mengen in Knallerbsen verwendet. In Deutschland sind pro Erbse maximal 2,5 mg zugelassen.

## Sicherheitshinweise
Durch die explosive Wirkung von Silberfulminat ist in der Handhabung höchste Vorsicht geboten. Im Gegensatz zum Knallquecksilber detoniert es bereits in kleinsten Mengen und ist auch im feuchten Zustand gefährlich.